# Tríton

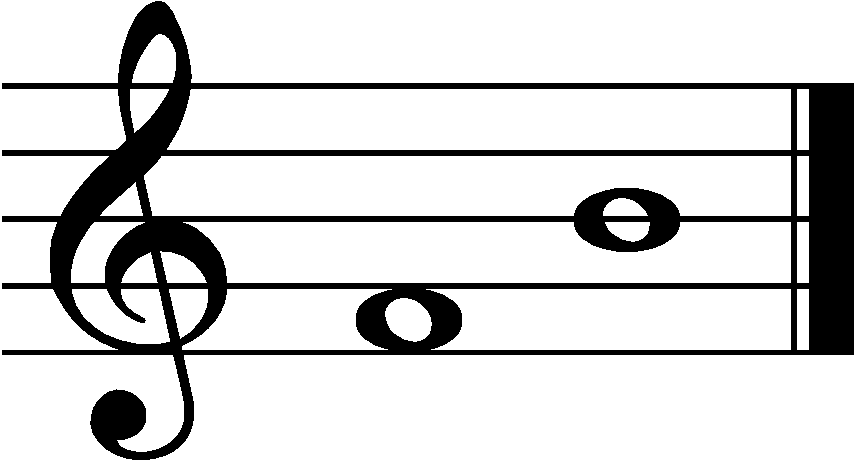
Tríton format entre les notes Fa i Si

Un tríton és un interval musical d'una quarta de tres tons. Mentre que la quarta més habitual és la quarta justa, de dos tons i un semitò, que apareix entre diverses notes de l'escala major diatònica, la quarta augmentada o tríton només es forma entre les notes fa i si, en sentit ascendent. Harmònicament és un interval considerat dissonant.
En 1702, Andreas Werckmeister (1645-1706) va afirmar que "les antigues autoritats" feien servir el nom de diabolus in musica (el diable en la música) tant pel tríton com pel xoc entre intervals de semitò -tals com mi natural i fa natural-.